# Nous sommes tous coupables
Pour plus de détails, voir Fiche technique et Distribution.
Nous sommes tous coupables (Il magistrato) est un film italo-espagnol réalisé par Luigi Zampa, sorti en 1959.

## Synopsis
Le jeune magistrat Andrea Morandi vient d'être muté à Gênes alors qu'il se voit confier sa première enquête, relative à l'agression subie dans le port par un responsable de l'entreprise des travailleurs du port, hospitalisé dans un état grave. Morandi, pour son séjour dans la ville, loge chez la famille Bonelli, composée de son père, Luigi, de sa femme Emilia et de leurs deux enfants Luciano et Carla. Cet arrangement contribue aux conditions économiques certainement peu prospères de la famille, qui sont le résultat de tensions entre les deux époux, étant donné qu'Emilia reproche à Luigi son manque d'ambition dans les affaires. Comme si cela ne suffisait pas, Luigi est licencié de la compagnie d'assurance pour laquelle il travaille.
L'enquête sur l'agression met en cause la responsabilité d'Orlando, un chômeur qui n'accepte pas de payer un pot-de-vin pour être embauché, comme l'ont déjà fait nombre de ses collègues. Il essaie de fournir un alibi, mais il échoue face au témoignage d'une femme propriétaire d'un bar, et il est donc arrêté. Le magistrat est ému par le récit de Maria, la fiancée d'Orlando, sur les conditions d'extrême nécessité dans lesquelles se trouve le couple. Il tente alors de convaincre les collègues de l'accusé d'admettre le versement des pots-de-vin, afin d'alléger la position de l'accusé, mais les hommes, effrayés, nient. Après un certain temps, l'homme attaqué meurt et l'accusation s'aggrave.
Alors que Luciano Bonelli se consacre à son travail de journaliste , sa sœur Carla, dix-sept ans, est poussée par sa mère, frustrée par la condition économique modeste de son mari, à accepter la cour du jeune Pierino Lucchi, rejeton d'un des familles les plus riches de la ville avec lesquelles il espère être apparenté. Mais la jeune fille tombe amoureuse du magistrat Morandi, avec qui elle tente, en vain, de faire des démarches.
La famille Lucchi intervient pour bloquer tout contact entre Carla et son fils Pierino, promettant à Luigi Bonelli de lui trouver un emploi s'il convainc sa fille d'abandonner. Mais l'homme, dominé par les exigences de sa femme, la refuse. Les deux jeunes hommes continuent de se voir en secret, mais lorsque Carla demande à Pierino de l'épouser, il se retient. Pendant ce temps, Luciano, fatigué des tensions familiales, décide de partir et s'installe à Rome , pour travailler comme journaliste.
Déçue et agitée, Carla entame une relation avec Ugo, un homme d'affaires peu scrupuleux qui s'est enrichi grâce à la contrebande . Luigi, confronté à la situation de pauvreté qui est à l'origine du mépris de sa femme et de l'éloignement de son fils, accepte de travailler pour Ugo, lui servant pratiquement de figure de proue. La promesse d'argent facile semble rassurer les Bonelli, à tel point qu'Emilia demande au magistrat de quitter la chambre, car elle n'a plus besoin de l'argent du loyer.
Environ un an plus tard, Luigi est impliqué dans une enquête sur les affaires d'Ugo et découvre la relation d'Ugo avec Carla. Réalisant l'échec de sa vie, et réalisant qu'Ugo ne lui a donné un coup de main que pour pouvoir séduire Carla, il se suicide en ouvrant le robinet de gaz de la maison, provoquant ainsi également la mort de sa femme et de sa fille.
Le juge Morandi, choqué, présente sa démission au procureur, qui tente de l'en dissuader. Mais il se montre catégorique, car il est convaincu que les lois qu'il doit appliquer ne sont pas propres à rendre justice. Il n'a pas envie de condamner complètement Orlando et n'a rien pu faire pour éviter la fin dramatique des Bonelli. Cependant, ce sera une rencontre avec Maria qui le fera changer d'avis, car la jeune fille lui témoigne son amour pour Orlando avec une grande dignité, malgré le fait qu'il soit en prison. Morandi comprend qu'il doit se battre pour la justice et décide d'approfondir l'enquête, sans démissionner.

## Fiche technique
- Titre original : Il magistrato
- Titre français : Nous sommes tous coupables
- Réalisation : Luigi Zampa
- Scénario : Luigi Zampa, Massimo Franciosa et Pasquale Festa Campanile
- Photographie : Gábor Pogány
- Montage : Mario Serandrei
- Musique : Renzo Rossellini
- Pays d'origine : Italie - Espagne
- Genre : drame
- Date de sortie : 1959

## Distribution
- José Suárez : Procureur Andrea Morandi
- François Périer : Luigi Bonelli
- Jacqueline Sassard : Carla Bonelli
- Massimo Serato : Ugo
- Geronimo Meynier : Pierino Lucchi
- Ana Mariscal : Emilia Bonelli
- Francesco Casaretti : Luciano Bonelli
- Louis Seigner : Procureur Roncuzzi
- Ignazio Balsamo : Le capitaine
- Maurizio Arena : Orlando Di Giovanni
- Claudia Cardinale : Maria